# ASドラゴン (タヒチ)
アソシアシオン・スポルティヴ・ドラゴン（フランス語: Association Sportive Dragon）とは、タヒチパペーテに本拠地を置くサッカーチームである。タヒチの一部リーグであるタヒチ・ディビジョン・フェデレールに所属し、本拠地はピレーにあるスターデ・ペーター・テ・ホノ・ヌイである。

## 概要
ASドラゴンは1968年にアーサー・チュンによってフランス領ポリネシアに住む華人のコミュニティとして設立された。時を経て、チームは多様な文化が混淆した物となり、セミプロフェッショナルのプレーヤーによる物となっていった。2011年から2012年にかけてのシーズンでは、タヒチ・ディビジョン・フェデレールで初優勝し、OFCチャンピオンズリーグへの挑戦権を獲得した。

## 現所属メンバー
2013-2014シーズンのOFCチャンピオンズリーグ以来のメンバー構成
注：選手の国籍表記はFIFAの定めた代表資格ルールに基づく。
| No. | Pos. |                      | 選手名                     |
| --- | ---- | -------------------- | -------------------------- |
| 1   | GK   | フランス領ポリネシア | ミカエル・ロシュ           |
| 2   | DF   | フランス領ポリネシア | ヴィクトル・スノウ         |
| 3   | MF   | フランス領ポリネシア | スタンレー・アタニ         |
| 4   | DF   | フランス領ポリネシア | ピエール・クゴン           |
| 5   | MF   | フランス領ポリネシア | アンリ・キャロワーヌ       |
| 6   | MF   | フランス領ポリネシア | ジャック・テタウイラ       |
| 7   | MF   | フランス領ポリネシア | エフライン・アラネダ       |
| 8   | MF   | フランス領ポリネシア | ヤニック・ヴェロ           |
| 9   | FW   | フランス領ポリネシア | サムエル・フナニン         |
| 10  | FW   | フランス領ポリネシア | テアオヌイ・テハウ         |
| 11  | MF   | フランス領ポリネシア | アンドレ・テイキハカウポコ |
| 12  | MF   | フランス領ポリネシア | アルヴァン・テハウ         |
| 13  | FW   | フランス領ポリネシア | スティーヴィ・チョン・フエ |

| No. | Pos. |                      | 選手名                     |
| --- | ---- | -------------------- | -------------------------- |
| 14  | MF   | フランス領ポリネシア | ディラン・パーマ           |
| 16  | DF   | フランス領ポリネシア | エドソン・ルメール         |
| 17  | FW   | フランス領ポリネシア | シルヴァン・グラグリア     |
| 18  | GK   | フランス領ポリネシア | テヘイプアリー・ハウアタ   |
| 19  | DF   | フランス領ポリネシア | テアタ・シモン             |
| 20  | MF   | フランス領ポリネシア | トレア・マルワ             |
| 21  | MF   | フランス領ポリネシア | ジョナタン・テハウ         |
| 22  | DF   | フランス領ポリネシア | ニコラ・ヴァラール         |
| 23  | DF   | フランス領ポリネシア | ライヌイ・ルア             |
| 24  | FW   | フランス領ポリネシア | ペンベル・ゴンギ           |
| 25  | DF   | フランス領ポリネシア | タマトア・ワジュマン       |
| 26  | DF   | フランス領ポリネシア | セバスチャン・ゴイラン     |
| 27  | MF   | フランス領ポリネシア | アレッサンドロ・ヴァラール |

## スタッフ
| ポジション   | 氏名                         |
| 監督         | ルドウィック・グローグナード |
| 助役         | シエリー・ロシュ             |
| 理学療法士   | スティーヴ・シャロン         |
| マネージャー | アンドリュー・ワベアロ       |

## タイトル
- タヒチ・ディビジョン・フェデレール: 3

2011–12, 2012-13, 2016–17
- タヒチカップ: 6

1997, 2001, 2004, 2013, 2016, 2018